# Klaus Gattermann
Klaus Gattermann (* 8. Januar 1961 in Zwiesel) ist ein ehemaliger deutscher Skirennläufer. Er gehörte von 1978 bis 1989 der deutschen Skinationalmannschaft an.

## Biografie
Gattermann wurde als Sohn eines Lehrerehepaars geboren und wuchs in Bayerisch Eisenstein auf. Nach dem Abschluss der Realschule trat er eine Lehre als Werkzeugmacher an und schloss sich danach der Sportfördergruppe der Bundeswehr an.
Sein Talent als Skifahrer zeigte sich früh. 1978 wurde er bei der Deutschen Juniorenmeisterschaft Zweiter im Riesenslalom und kurz darauf belegte er bei der Deutschen Meisterschaft Rang 8 im Slalom und Rang 7 im Riesenslalom. Zahlreiche Rücktritte aus der Nationalmannschaft nach den Weltmeisterschaften 1978 veranlassten die Trainer des DSV Gattermann bereits als 17-Jährigen im Weltcup an den Start gehen zu lassen. Zu früh, wie Gattermann selbst rückblickend meint.
Es dauerte zwei Jahre, bis er sich bei einer Kombinationswertung unter den besten Zehn platzieren konnte und noch einmal zweieinhalb Jahre, bis dies auch in einem Abfahrtsrennen gelang. Im Vorfeld der Olympischen Winterspiele 1984 in Sarajevo etablierte Gattermann sich dann in der erweiterten Weltspitze und wurde bei der Olympiaabfahrt mit Rang 12 zweitbester Deutscher. Im selben Jahr wurde er Deutscher Meister in der Abfahrt.
Im Dezember 1984 gelang ihm bei der Abfahrt von Gröden schließlich mit dem vierten Platz das beste Abfahrtsresultat seiner Karriere. Jäh unterbrochen wurde seine Karriere durch einen schweren Sturz bei der Abfahrt auf der Streif in Kitzbühel am 11. Januar 1985. An der Hausbergkante verlor er die Kontrolle über seine Skis und überschlug sich mehrfach. Das Rennen musste für über eine halbe Stunde unterbrochen werden. Gattermann kam bei dem Unfall vergleichsweise glimpflich davon: neben einer schweren Gehirnerschütterung brach er sich das Nasenbein.
Dennoch läutete der Sturz in Kitzbühel das Karriereende Gattermanns ein. Zwar kämpfte er sich nach seiner Wiedergenesung wieder in die Nationalmannschaft und nahm bereits zwei Wochen später an den Weltmeisterschaften 1985 teil. Mit Platz 13 bei den Weltmeisterschaften 1987 und Platz 10 bei den Weltmeisterschaften 1989 gelangen ihm auch noch einige Achtungserfolge. Konstante Spitzenleistungen blieben jedoch aus. Nach der Saison 1988/89 zog sich Gattermann vom aktiven Rennsport zurück und arbeitete als Rennchef beim Straubinger Skihersteller Völkl.

## Erfolge

### Olympische Winterspiele
- Sarajevo 1984: 12. Abfahrt

### Weltmeisterschaften
- Bormio 1985: 22. Abfahrt
- Crans-Montana 1987: 13. Abfahrt
- Vail 1989: 10. Abfahrt

### Weltcup
- 3 vierte Plätze und weitere 5 Top-10-Platzierungen